# Фридолфинг
Фридолфинг (њем. Fridolfing) општина је у њемачкој савезној држави Баварска. Једно је од 35 општинских средишта округа Траунштајн. Према процјени из 2010. у општини је живјело 4.112 становника. Посједује регионалну шифру (AGS) 9189118.

## Географски и демографски подаци
Фридолфинг се налази у савезној држави Баварска у округу Траунштајн. Општина се налази на надморској висини од 388 метара. Површина општине износи 44,2 km². У самом мјесту је, према процјени из 2010. године, живјело 4.112 становника. Просјечна густина становништва износи 93 становника/km².

## Међународна сарадња
| Мјесто          | Држава   | Врста сарадње | Од    |
| --------------- | -------- | ------------- | ----- |
| Санкт Панталеон | Аустрија | партнерство   | 1982. |
| Извор           |          |               |       |